# Seznam kulturních památek v Bílé (okres Liberec)
Tento seznam nemovitých kulturních památek v obci Bílá v okrese Liberec vychází z  Ústředního seznamu kulturních památek ČR, který na základě zákona č. 20/1987 Sb., o státní památkové péči, vede Národní památkový ústav jako ústřední organizace státní památkové péče. Údaje jsou průběžně upřesňovány, přesto mohou obsahovat i řadu věcných a formálních chyb a nepřesností či být neaktuální. 
Pokud byly některé části dotčeného území vyčleněny do samostatných seznamů, měly by být odkazy na tyto dílčí seznamy uvedeny v úvodu tohoto seznamu nebo v úvodu příslušné sekce seznamu.

## K. ú. Bílá u Českého Dubu

### Bílá
|  | Kategorie „Bílá, venkovský dům “ na Wikimedia Commons | Hledat fotografie a kategorie ve Wikimedia Commons podle rejstříkového čísla památky | Nahrát snímek k tomuto tématu do úložiště Wikimedia Commons |  |

|  | Kategorie „Wayside shrine in Bílá (Liberec District) “ na Wikimedia Commons | Hledat fotografie a kategorie ve Wikimedia Commons podle rejstříkového čísla památky | Nahrát snímek k tomuto tématu do úložiště Wikimedia Commons |  |

|  | Kategorie „Chapel in Bílá (Liberec District) “ na Wikimedia Commons | Hledat fotografie a kategorie ve Wikimedia Commons podle rejstříkového čísla památky | Nahrát snímek k tomuto tématu do úložiště Wikimedia Commons |  |

|  | Kategorie „Central cemetery cross in Bílá (Liberec District) “ na Wikimedia Commons | Hledat fotografie a kategorie ve Wikimedia Commons podle rejstříkového čísla památky | Nahrát snímek k tomuto tématu do úložiště Wikimedia Commons |  |

|  | Kategorie „Wayside cross in Bílá (Liberec District) “ na Wikimedia Commons | Hledat fotografie a kategorie ve Wikimedia Commons podle rejstříkového čísla památky | Nahrát snímek k tomuto tématu do úložiště Wikimedia Commons |  |

## K. ú. Vlčetín u Bílé

### Vlčetín
|  | Kategorie „Chapel in Vlčetín (Bílá) “ na Wikimedia Commons | Hledat fotografie a kategorie ve Wikimedia Commons podle rejstříkového čísla památky | Nahrát snímek k tomuto tématu do úložiště Wikimedia Commons |  |

|  | Kategorie „Luhov 17 (Bílá) “ na Wikimedia Commons | Hledat fotografie a kategorie ve Wikimedia Commons podle rejstříkového čísla památky | Nahrát snímek k tomuto tématu do úložiště Wikimedia Commons |  |

|  |  | Hledat fotografie a kategorie ve Wikimedia Commons podle rejstříkového čísla památky | Nahrát snímek k tomuto tématu do úložiště Wikimedia Commons |  |

### Domaslavice
| Památka                                 | Fotografie                                                                  | Rejstříkové číslo v ÚSKP                                                             | Sídelní útvar                                               | Poloha | Popis a poznámky |
| --------------------------------------- | --------------------------------------------------------------------------- | ------------------------------------------------------------------------------------ | ----------------------------------------------------------- | --- | --- |
| Kaplička s křížovým kamenem (Q37179378) | \| \| \| \| \| \|                                                           | 49631/5-5835 Pam. katalog MIS                                                        | Domaslavice                                                 | u křižovatky silnic na Český Dub a Hoření Starý Dub, st. 115 a pp. 690/5, k. ú. Vlčetín u Bílé 50°40′45,67″ s. š., 15°0′29,67″ v. d. | Barokní kaplička Nejsvětější Trojice a sv. Jana Nepomuckého (1723) a křížový kámen patrně středověkého původu Památkově chráněno od 11. června 1998. |
|                                         | Kategorie „Domaslavice - kaplička s křížovým kamenem “ na Wikimedia Commons | Hledat fotografie a kategorie ve Wikimedia Commons podle rejstříkového čísla památky | Nahrát snímek k tomuto tématu do úložiště Wikimedia Commons | | |

## K. ú. Petrašovice

### Petrašovice
|  | Kategorie „Petrašovice 3 “ na Wikimedia Commons | Hledat fotografie a kategorie ve Wikimedia Commons podle rejstříkového čísla památky | Nahrát snímek k tomuto tématu do úložiště Wikimedia Commons |  |

|  | Kategorie „Petrašovice 26 “ na Wikimedia Commons | Hledat fotografie a kategorie ve Wikimedia Commons podle rejstříkového čísla památky | Nahrát snímek k tomuto tématu do úložiště Wikimedia Commons |  |

### Bohdánkov
|  | Kategorie „Chapel in Bohdánkov‎ “ na Wikimedia Commons | Hledat fotografie a kategorie ve Wikimedia Commons podle rejstříkového čísla památky | Nahrát snímek k tomuto tématu do úložiště Wikimedia Commons |  |

|  | Kategorie „Bohdánkov 2 “ na Wikimedia Commons | Hledat fotografie a kategorie ve Wikimedia Commons podle rejstříkového čísla památky | Nahrát snímek k tomuto tématu do úložiště Wikimedia Commons |  |

|  | Kategorie „Statue of Immaculata in Bohdánkov‎ “ na Wikimedia Commons | Hledat fotografie a kategorie ve Wikimedia Commons podle rejstříkového čísla památky | Nahrát snímek k tomuto tématu do úložiště Wikimedia Commons |  |

### Kohoutovice
| Památka               | Fotografie                                      | Rejstříkové číslo v ÚSKP                                                             | Sídelní útvar                                               | Poloha                                                                        | Popis a poznámky                                             |
| --------------------- | ----------------------------------------------- | ------------------------------------------------------------------------------------ | ----------------------------------------------------------- | ----------------------------------------------------------------------------- | ------------------------------------------------------------ |
| Dům čp. 5 (Q33249865) | \| \| \| \| \| \|                               | 34018/5-4413 Pam. katalog MIS                                                        | Kohoutovice                                                 | Kohoutovice 5, severovýchodní část obce 50°39′26,76″ s. š., 15°3′13,08″ v. d. | Venkovský dům · Zapsáno do státního seznamu před rokem 1988. |
|                       | Kategorie „Kohoutovice 5 “ na Wikimedia Commons | Hledat fotografie a kategorie ve Wikimedia Commons podle rejstříkového čísla památky | Nahrát snímek k tomuto tématu do úložiště Wikimedia Commons |                                                                               |                                                              |

## K. ú. Chvalčovice

### Dehtáry
| Památka              | Fotografie                                           | Rejstříkové číslo v ÚSKP                                                             | Sídelní útvar                                               | Poloha                                                                        | Popis a poznámky |
| -------------------- | ---------------------------------------------------- | ------------------------------------------------------------------------------------ | ----------------------------------------------------------- | ----------------------------------------------------------------------------- | --- |
| Hradiště (Q37171784) | \| \| \| \| \| \|                                    | 27132/5-4301 Pam. katalog MIS                                                        | Dehtáry                                                     | nad soutokem Mohelky a Oharky, pp. 455/3 50°37′57,41″ s. š., 15°2′31,9″ v. d. | Výšinné opevněné sídliště - hradiště, archeologické stopy · Poznámka: Parcela pp. 455/3, uvedená v Monumnetu, v k. ú. Chvalčovice neexistuje. Hradiště se podle internetových map (mapy.cz) nachází v místech pp. 472/2, popř. ještě 447/1, 447/14, 447/17, 475/3 a 473/1 (jeho přesný rozsah není zřejmý). · Zapsáno do státního seznamu před rokem 1988. |
|                      | Kategorie „Hradiště (Dehtáry) “ na Wikimedia Commons | Hledat fotografie a kategorie ve Wikimedia Commons podle rejstříkového čísla památky | Nahrát snímek k tomuto tématu do úložiště Wikimedia Commons |                                                                               | |

## K. ú. Hradčany u Českého Dubu

### Hradčany
|  |  | Hledat fotografie a kategorie ve Wikimedia Commons podle rejstříkového čísla památky | Nahrát snímek k tomuto tématu do úložiště Wikimedia Commons |  |

|  |  | Hledat fotografie a kategorie ve Wikimedia Commons podle rejstříkového čísla památky | Nahrát snímek k tomuto tématu do úložiště Wikimedia Commons |  |

|  | Kategorie „Penitence cross in Hradčany (Bílá) “ na Wikimedia Commons | Hledat fotografie a kategorie ve Wikimedia Commons podle rejstříkového čísla památky | Nahrát snímek k tomuto tématu do úložiště Wikimedia Commons |  |

### Trávníček
|  | Kategorie „Trávníček če. 14 “ na Wikimedia Commons | Hledat fotografie a kategorie ve Wikimedia Commons podle rejstříkového čísla památky | Nahrát snímek k tomuto tématu do úložiště Wikimedia Commons |  |

|  |  | Hledat fotografie a kategorie ve Wikimedia Commons podle rejstříkového čísla památky | Nahrát snímek k tomuto tématu do úložiště Wikimedia Commons |  |

### Letařovice
| Památka                           | Fotografie                                                                     | Rejstříkové číslo v ÚSKP                                                             | Sídelní útvar                                               | Poloha                                                                             | Popis a poznámky                                                                               |
| --------------------------------- | ------------------------------------------------------------------------------ | ------------------------------------------------------------------------------------ | ----------------------------------------------------------- | ---------------------------------------------------------------------------------- | ---------------------------------------------------------------------------------------------- |
| Kostel svatého Jakuba (Q12030753) | \| \| \| \| \| \|                                                              | 18493/5-4302 Pam. katalog MIS                                                        | Letařovice                                                  | jihozápadně od středu obce, st. 80, pp. 1032 50°37′53,86″ s. š., 15°0′12,74″ v. d. | Kostel sv. Jakuba, márnice, ohradní zeď, brána. · Zapsáno do státního seznamu před rokem 1988. |
|                                   | Kategorie „Church of Saint James the Elder (Letařovice) “ na Wikimedia Commons | Hledat fotografie a kategorie ve Wikimedia Commons podle rejstříkového čísla památky | Nahrát snímek k tomuto tématu do úložiště Wikimedia Commons |                                                                                    |                                                                                                |